# Akademie für Publizistik in Hamburg
Die Akademie für Publizistik in Hamburg e. V. ist ein gemeinnütziger Verein, der 1970 in Hamburg gegründet wurde. Mitglieder/Förderer sind Verleger- und Journalistenorganisationen, Verlage, Rundfunkorganisationen, das Presse- und Informationsamt der Bundesregierung sowie Einzelpersonen aus allen Medien und ebenfalls aus den Unternehmen Otto Group und Hapag-Lloyd.

## Ausbildung
Die Akademie für Publizistik ist eine Institution zur berufsbegleitenden, überbetrieblichen Aus- und Fortbildung von Journalisten aller Medien. Pro Jahr bietet die Akademie elf vierwöchige Kurse für Presse-Volontäre, zwei Kurse (zweimal zwei Wochen) für Radio-Volontäre und zwei vierwöchige Kurs für Fernseh-Volontäre an. Das entspricht dem Ausbildungstarifvertrag für Volontäre bei Tageszeitungen und Zeitschriften: möglichst im ersten Ausbildungsjahr mindestens vier Wochen überbetriebliche Ausbildung.
Insgesamt veranstaltet die Akademie jährlich rund 250 Kurse rund um die Themen Fotografie, Management, Online&Mobile, PR & Kommunikation, Print, Recherche, Social Media und TV & Video. Diese sind für alle Formate und alle Alters- und Karrierestufen geeignet, sodass ein lebenslanges Lernen an der Akademie möglich ist.

## Leitung und Dozenten
Die Akademie bzw. der Verein wird von einem Vorstand geleitet, der von einem Kuratorium unterstützt wird. Gründungsvereinsvorsitzender und Direktor wurde ab Juli 1970 der damalige Lokalchef der Hamburger Morgenpost Kurt Maschmann. 1971 wurde der Chefredakteur des Deutschen Allgemeinen Sonntagsblattes Eberhard Maseberg Vorstandsvorsitzender der Akademie und Maschmann († 1980) verblieb als Geschäftsführer der Akademie. Leiter der Akademie war von 1981 bis 1989 Armin Sellheim. Von 1989 bis 1999 übernahm der Kommunikationswissenschaftler Will Teichert, danach blieb er der Akademie als Vorstandsvorsitzender erhalten. Seinen Posten als Direktor besetzte nun Friedrich Mielke, ehemaliger Pressereferent des Amerika-Hauses in Hamburg. Seit 2001 hat die Akademie erstmals eine Direktorin: Annette Hillebrand, frühere CvD bei der taz Hamburg. Seit 2014 ist Nadja Stavenhagen Direktorin.
Will Teicherts Nachfolger als Vorstandsvorsitzender wurde der Medienfachmann Rainer Cabanis, der im Juni 2009 verstarb. Seit November 2009 ist mit der Kommunikations- und Medienwissenschaftlerin Barbara Thomaß erstmals eine Frau Vorstandsvorsitzende. Es gibt über 200 Dozenten.

## Sonstige Leistungen
2003 führte die Akademie einen Ethikrat ein, deren Zusammensetzung aus den Journalisten Heribert Prantl, Christian Sauer, dem Professor für Multimedia Policy Bernhard Debatin und der Rechtsanwältin Dorothee Bölke bis 2014 bestand.

## Lage

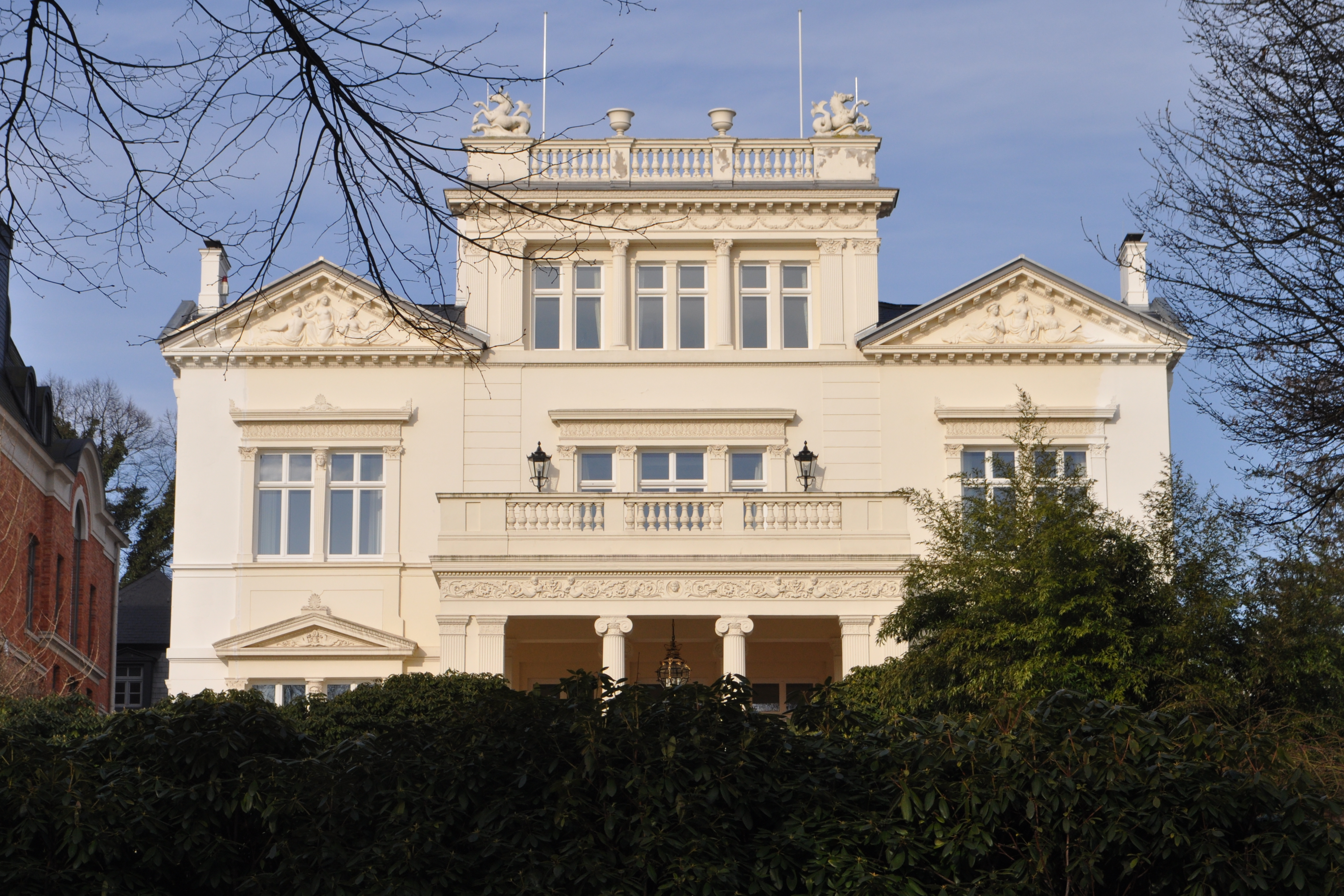
Ursprünglicher Gründungssitz (1970–1998) der Akademie für Publizistik an der Außenalster

Der ursprüngliche Vereinssitz der Akademie für Publizistik befand sich kurz nach deren Gründung 1970 in der Pöseldorfer Villa an der Magdalenenstraße 64a mit Blick auf den Harvestehuder Weg und die Außenalster. Nach dem Verkauf der Immobilie 1998 zog die Akademie – als Zwischenlösung – in den Mittelweg, residierte ab 1999 in der Warburgstraße 8–10 und fand schließlich 2017 ihren derzeitigen Standort in Cremon 32 mit Blick auf den Nikolaifleet. Die Räumlichkeiten liegen im Erdgeschoss, umfassen mehrere Seminar- und Veranstaltungsräume und sind barrierefrei.